# Džebel Músá
Džebel Músá (arabsky جبل موسى,‎ – česky doslova Mojžíšova hora) je hora na severu Maroka, na africké straně Gibraltarského průlivu. Patří do pohoří Ríf a obvykle bývá považována za jižní z Herkulových sloupů (jindy je za něj považována Monte Hacho). Má výšku 842 metrů a leží zhruba 14 kilometrů na západ od Ceuty a 72 kilometrů na východ od Tangeru, naproti Gibraltarské skále.
Podle zprávy berberského a muslimského zeměpisce ibn Battúty z čtrnáctého století byla hora pojmenována k poctě Músy ibn Nusajra, jemuž byl věrný dobyvatel Andalusie Tárik ibn Zijád.